# Catarometro
Un catarometro è uno strumento per la determinazione della composizione di una miscela di gas. 
L'apparecchiatura è composta da due tubi paralleli che contengono sia il gas che delle serpentine di riscaldamento. I gas sono esaminati misurando il tasso di perdita di calore dalle serpentine di riscaldamento, per questo motivo sono organizzati in un circuito di ponticello in. Normalmente uno dei tubi contiene un gas di riferimento, mentre nell'altro viene passato il gas da esaminare.
Il principio di funzionamento si basa sulla conducibilità termica di un gas, che è inversamente proporzionale alla massa molecolare del gas stesso. Poiché i vari componenti delle miscele di gas hanno solitamente massa diversa è possibile stimarne le concentrazioni relative.
I catarometri sono utilizzati in medicina per l'analisi della funzione polmonare. La velocità delle misurazioni è lenta rispetto ad uno spettrometro di massa, e la possibilità di ambiguità è maggiore; ma il costo del dispositivo è molto più basso e la precisione è accettabile.
Di seguito è riportata una tabella dei gas più comuni; come si può notare il monossido di carbonio ha una massa molare quasi identica all'azoto molecolare; di conseguenza è praticamente impossibile distinguerli con un catarometro.
| Nome del gas          | Composizione chimica | Massa (g/mol) |
| --------------------- | -------------------- | ------------- |
| Idrogeno              | H2                   | 2,0158        |
| Ossigeno              | O2                   | 31.998        |
| Vapor d'acqua         | H2O                  | 17.0069       |
| Azoto                 | N2                   | 28.014        |
| Anidride carbonica    | CO2                  | 44.009        |
| Monossido di carbonio | CO                   | 28.010        |
| Metano                | CH4                  | 16.0426       |